# 全米インディアン若者会議
全米インディアン若者会議（National Indian Youth Council, NIYC）は、アメリカインディアンの権利団体。

## 概要
全米インディアン若者会議は、「インディアン寄宿学校」を出て、白人の大学で教育を受けたアメリカインディアンの若い男女の学生たちによって、1961年8月10日に、ニューメキシコ州のギャラップで結成された 。
合衆国で2番目に古いアメリカインディアンの組織とされ、全米に1万5千人以上のメンバーを擁しているアメリカインディアンの最初の学生組織であり 、彼らの目標のために直接的抗議行動を行った最初のインディアン組織である。
「NIYC」以前の全米規模のインディアン権利団体といえば、1944年に結成された「アメリカインディアン国民会議」（NCAI）があるが、保留地の「部族会議」をインディアン部族の中心として、合衆国議会の圧力団体として保守的に活動する彼らの運動方針は、すでにこの時代のインディアンの若者たちの支持を得られなくなっていた。当時、1960年代は、合衆国政府がインディアン部族の解消方針を強め、ここまでの約10年間で100を超えるインディアン部族が連邦認定を取り消され、「絶滅」したことにされていて、多くのインディアンたちが条約権利一切を剥奪されたうえ保留地の保留を解消されてその領土を没収され、路頭に迷っていた。絶え間ない白人社会からの圧力と差別の中、インディアンの若者たちはもっと直接的な抗議行動を熱望していたのである。
「NIYC」の構想は、1961年にシカゴで開かれた、全米規模のアメリカインディアンの大会議で、数人の若者たちが、合衆国の傀儡にすぎない部族会議議長たちに幻滅したことに始まった。この若者たちの中には「南西部インディアン若者会議」（SWRIYC）からやって来た者もいた。会議の中で、保守的な派閥による運動提示に対し、彼らは反対意見を表し、「若者は声を挙げるべきだ」として、独自の活動を始めたのである。この会議の後、クライド・ウォーリアー（ポンカ族）やメル・トム（パイユート族）、ハーブ・ブラッチフォード（ナバホ族）、シャーリー・ヒル・ウィット（モホーク族）、マリー・ナカニ（ウィンネバーゴ族）、ビビアン・ワンフェザー（ナバホ族）らインディアンの若い男女は自分たちを「シカゴ評議会の若者会議」と名乗り、その夏にニューメキシコのギャラップで「全米インディアン若者会議 」を結成したのである。
初代代表のメル・トム（ウォーカーリバー・パイユート族） は、「NIYC」の活動についてこう宣言を行っている。
「NIYC」の最終目標は、インディアン部族のアメリカ連邦政府との条約と、狩猟・漁業権の保護である。彼らの抗議行動は、インディアン国家と合衆国との条約による、対等な立場での連邦協定の再確認が目標である。同時期の黒人団体の、「アメリカ合衆国市民（公民）として法律上平等な地位を獲得することを目的とする」という「公民権運動」とはまったく異なるものである。初代代表のメル・トムによる「NIYC」の活動綱領には、次のような序文が添えられている。
1970年代には、インディアン諸部族の保留地における石炭鉱の露天採掘と、ウラニウム鉱の採掘に関する問題を援助した。現在「NIYC」はインディアンの職業訓練、インディアンによる刊行物を使った一般教育、インディアンの信教の自由、インディアンの政治的な参加機会の増加といった改善案件に取り組んでいる 。

### 「フィッシュ＝イン抗議」

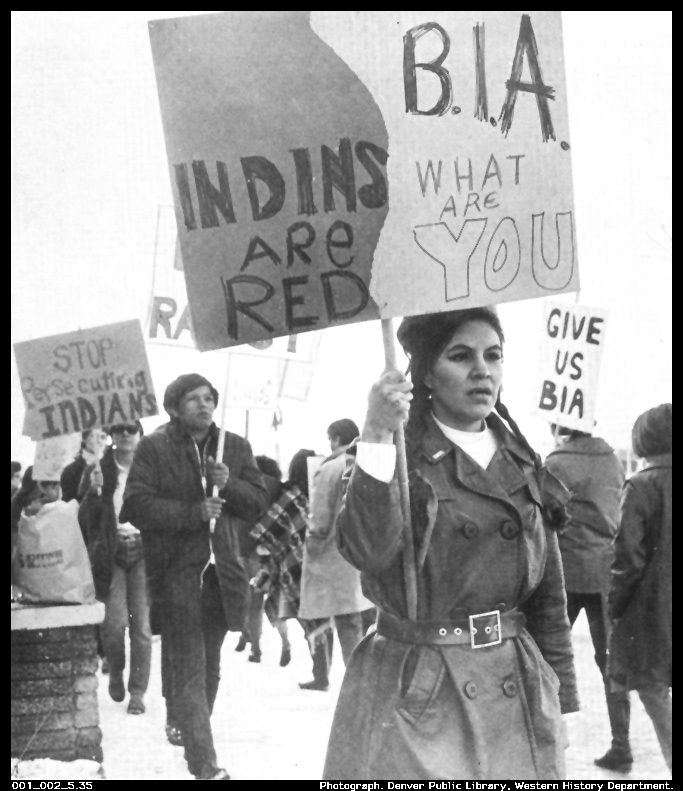
「インディアンは赤い。BIA、お前は何色だ」と掲げた「NIYC」のメンバーによるBIAオフィスビル前での「フィッシュ＝イン抗議」デモ（コロラド州デンバー、1970年）

1964年春、「NIYC」は最大の抗議行動「フィッシュ＝イン」を全米一斉決行する。これは州政府によって、狩猟や漁猟を生業とするインディアン部族が、条約で保証されたこれらの権利を州政府に規制され、生活のために狩りや釣りをすることが密猟となり逮捕対象となったことに対する抗議行動だった。
鮭を主食とするコロンビア川流域のマックルシュート族、ピュヤラップ族、ニスクォーリー族などワシントン州北西部のインディアン部族は、1800年代に「エリオット岬条約」と「メディシン・クリーク条約」で漁業権を条約保証されていたが、州政府は第二次大戦後の環境悪化を理由に「魚や動物を保護する」として「釣りと狩猟法」を制定し、インディアン部族にもこれを強要し始めた。インディアンたちは「我々の狩りや釣りは生活のためであって、白人のスポーツとは別物だ」としてこれに抗議したが、ワシントン州の「スポーツマン会議」は白人の漁師に味方して、保護運動を支持した。
インディアンによるワシントン州における州法破りの釣り抗議での最初の逮捕者は、ピュヤラップ族のボブ・サタイアクムだった。彼は1949年と1954年に、州法に逆らって漁猟を行い、州政府に「密猟罪」で逮捕された。この抗議行動はその是非を巡って、ワシントン州最高裁判所に持ち込まれたが結局打ち切られ、暗に州政府にインディアン部族の漁業管轄権があると示されることで、連邦条約と対立するこの裁定にめぐるインディアン部族とワシントン州の争いはさらに続くこととなった。
1964年2月、ピュヤラップ族の代表たちが「アメリカインディアン国民会議」（NCAI）と「NIYC」のメンバーに協力を求め、二大インディアン団体はこれを快諾した。白人たちがすでに当時全米に広がっていた黒人の公民権運動とこのインディアンたちの動きが結びつくと恐れ、警戒を強めるなか、メル･トムはこのインディアンの漁猟権を巡る抗議について、「これは、インディアンの条約の問題であって、公民権の問題ではない」と表明を行っている。
ワシントン州の部族の漁猟権確認抗議の動きは、フロリダのセミノール族、ネブラスカ州のウィンネバーゴ族、モンタナ州のブラックフット族、ワイオミング州のショーショーニー族、南北ダコタ州のスー族など、数多くのインディアン部族の支持を集めた。抗議の方法はハンク・アダムスの提案によって、ワシントン州ピュアラップ川で、インディアンたちが「州法に違反」して「一斉に釣りをする」（フィッシュ＝イン）ことと決定した。これは当時南部の若い黒人たちが行った抗議行動の「シット＝イン」（一斉に座り込む）から採ったものだった。
1964年3月2日、ワシントン州ピュヤラップ川で、「NIYC」とインディアン参加者たちによって「 フィッシュ＝イン抗議」が決行された。ボブ・サタイアクムやハンク・アダムス、AIMと交友の深い白人俳優のマーロン・ブランドや黒人コメディアンディック・グレゴリー、サンフランシスコ米国聖公会司教のジョン・ヤーヤンらも「フィッシュ＝イン抗議」抗議に参加して逮捕された。
翌日の3月3日に、「NIYC」はワシントン州オリンピアで抗議の大集会を開いた。5千人の参加者が集まり、相互部族間最大級の抗議が行われた。ワシントン州議事堂の階段で伝統的な踊りが舞われ、演説がぶたれ、州知事の大邸宅の前で、1集団が出陣の踊りを踊った。クライド・ウォリアーは、「フィッシュ＝イン抗議」が「アメリカインディアンの歴史の中で、新しい時代の幕開けだ」と宣言した。この第一回「フィッシュ＝イン抗議」では州議会を動かせなかったが、参加した45以上のインディアン部族と「NIYC」のメンバーの多くは、この「フィッシュ＝イン抗議」が「現代におけるインディアンの最大勝利である」と考えた。
「フィッシュ＝イン抗議」はその後も続けられ、その結果、1974年に米国最高裁判所は「ボルト判決」を下し、インディアン部族はその条約規定によって、ワシントン州で穫れる魚のうち、その50%を捕る権利があると命じた。

### 「AIM」との提携
大学でのインディアンたちによる「NIYC」が始めた、こうした革新的な問題解決の手段としての「フィッシュ＝イン抗議」や「抗議行進」といった直接的な行動は、スラム育ちのインディアンたちの興した「アメリカインディアン運動」（AIM）に引き継がれていった。また、黒人団体とも提携を行った。1968年3月には、マーティン・ルーサー・キング・ジュニアと会い、「貧困者救済キャンペーン」にも参加している。5月に行われた2千人規模のデモには、200人のインディアンも参加した。「アメリカインディアン国民会議」（NCAI）も「NIYC」とともに協力を呼びかけられたが、両者は意見が食い違い、「NCAI」はデモそのものには参加しなかった。メル･トムはこの「貧困者救済キャンペーン」に際し、「インディアンの制度は病んでおり、内務省はウイルスの保菌者である」と連邦政府を手ひどく批判している。
1972年、「NIYC」は、「AIM」のデニス・バンクスの提案によって決行された「破られた条約のための行進」にも参加した。これは西海岸のロサンゼルス、シアトル、サンフランシスコから自動車キャラバン隊を出発させ、途中インディアン保留地で参加者を募りながら、ワシントンD.Cまで抗議行進を行い、ホワイトハウスにインディアン条約の再確認を促すというものだった。11月3日に出発したキャラバン隊は11月9日にワシントンD.Cに到着したが、ホワイトハウスでは門前払いを喰らい、行きがかりでアメリカ合衆国インディアン管理局本部ビルの占拠抗議となった。これは全米の耳目を集める一大事件となり、同時にアメリカインディアンが一致団結した最初の事例の一つとなった。

## 機関紙
「NIYC」は1963年から「コロンブス以前のアメリカ人」（「Americans Before Columbus」、略称「ABC」）という月刊誌を発行している。これは、レッドパワー運動のなかでの初の刊行物だった。この会報は、急進的なインディアンの考えを伝える主要紙となり、180以上のインディアン部族会議が定期購読者となった。

## 公式サイト
- National Indian Youth Council, Inc.